# Mabel Paige
Mabel Paige (19 de dezembro de 1880 — 9 de fevereiro de 1954) foi uma atriz norte-americana de teatro e cinema. Ela nasceu em Nova Iorque e começou a atuar aos 4 anos de idade.